# Ilex subrugosa
Ilex subrugosa är en järneksväxtart som beskrevs av Ludwig Eduard Loesener. Ilex subrugosa ingår i släktet järnekar, och familjen järneksväxter. Inga underarter finns listade i Catalogue of Life.